# Rally de Ypres de 2011
El Rally de Ypres de 2011, oficialmente 47. Geko Ypres Rally 2011, fue la edición 47.ª, la cuarta ronda de la temporada 2011 del Campeonato de Europa de Rally y la quinta ronda de la temporada 2011 del Intercontinental Rally Challenge. Se celebró del 23 al 25 de junio y contó con un itinerario de dieciocho tramos sobre asfalto con un total de 287,89 km cronometrados.

## Itinerario y resultados
| Día                 | Tramo | Hora  | Nombre               | Distancia | Ganador           | Tiempo  | Veloc. media | Líder rally |
| ------------------- | ----- | ----- | -------------------- | --------- | ----------------- | ------- | ------------ | ----------- |
| Día 1 (24 de junio) | SS1   | 16:49 | Dikkebus–Westouter 1 | 14.30 km  | Freddy Loix       | 7:53.0  | 108.84 km/h  | Freddy Loix |
| Día 1 (24 de junio) | SS2   | 17:36 | Mesen–Sauvegarde 1   | 14.75 km  | Freddy Loix       | 8:02.5  | 110.05 km/h  | Freddy Loix |
| Día 1 (24 de junio) | SS3   | 18:15 | Langemark 1          | 18.84 km  | Freddy Loix       | 9:44.2  | 116.10 km/h  | Freddy Loix |
| Día 1 (24 de junio) | SS4   | 20:10 | Dikkebus–Westouter 2 | 14.30 km  | Freddy Loix       | 7:52.0  | 109.07 km/h  | Freddy Loix |
| Día 1 (24 de junio) | SS5   | 20:57 | Mesen–Sauvegarde 2   | 14.75 km  | Freddy Loix       | 7:54.1  | 112.00 km/h  | Freddy Loix |
| Día 1 (24 de junio) | SS6   | 21:36 | Langemark 2          | 18.84 km  | Freddy Loix       | 9:45.3  | 115.88 km/h  | Freddy Loix |
| Día 2 (25 de junio) | SS7   | 11:18 | Proven–Vleteren 1    | 14.76 km  | Guy Wilks         | 8:24.8  | 105.26 km/h  | Freddy Loix |
| Día 2 (25 de junio) | SS8   | 11:40 | Watou 1              | 12.33 km  | Freddy Loix       | 7:05.5  | 104.32 km/h  | Freddy Loix |
| Día 2 (25 de junio) | SS9   | 12:16 | Heuvelland 1         | 24.74 km  | Freddy Loix       | 13:50.3 | 107.27 km/h  | Freddy Loix |
| Día 2 (25 de junio) | SS10  | 14:03 | Hollebeke 1          | 28.82 km  | Freddy Loix       | 16:20.3 | 105.84 km/h  | Freddy Loix |
| Día 2 (25 de junio) | SS11  | 15:06 | Lille–Eurométropole  | 8.47 km   | Bryan Bouffier    | 4:30.9  | 112.56 km/h  | Freddy Loix |
| Día 2 (25 de junio) | SS12  | 15:38 | Show Wasquehal       | 1.88 km   | Andreas Mikkelsen | 1:17.3  | 87.55 km/h   | Freddy Loix |
| Día 2 (25 de junio) | SS13  | 16:41 | Kemmelberg 1         | 10.23 km  | Bryan Bouffier    | 5:58.4  | 102.76 km/h  | Freddy Loix |
| Día 2 (25 de junio) | SS14  | 18:27 | Proven–Vleteren 2    | 14.76 km  | Guy Wilks         | 8:11.2  | 108.18 km/h  | Freddy Loix |
| Día 2 (25 de junio) | SS15  | 18:49 | Watou 2              | 12.33 km  | Andreas Mikkelsen | 6:53.4  | 107.37 km/h  | Freddy Loix |
| Día 2 (25 de junio) | SS16  | 19:25 | Heuvelland 2         | 24.74 km  | Andreas Mikkelsen | 13:14.4 | 112.11 km/h  | Freddy Loix |
| Día 2 (25 de junio) | SS17  | 21:12 | Hollebeke 2          | 28.82 km  | Andreas Mikkelsen | 16:19.5 | 105.92 km/h  | Freddy Loix |
| Día 2 (25 de junio) | SS18  | 21:56 | Kemmelberg 2         | 10.23 km  | Guy Wilks         | 6:08.1  | 100.05 km/h  | Freddy Loix |

## Clasificación final
| Pos.      | Piloto              | Copiloto          | Coche                     | Tiempo    | Diferencia | Puntos |
| --------- | ------------------- | ----------------- | ------------------------- | --------- | ---------- | ------ |
| 1.        | Freddy Loix         | Frédéric Miclotte | Škoda Fabia S2000         | 2:40:03.9 | 0.0        | 25     |
| 2.        | Hans Weijs, Jr.     | Bjorn Degandt     | Škoda Fabia S2000         | 2:44:00.8 | 3:56.9     | 18     |
| 3.        | Michał Sołowow      | Maciej Baran      | Ford Fiesta S2000         | 2:46:10.7 | 6:06.8     | 15     |
| 4. (5.)   | Guy Wilks           | Phil Pugh         | Peugeot 207 S2000         | 2:46:37.7 | 6:33.8     | 12     |
| 5. (6.)   | Karl Kruuda         | Martin Järveoja   | Škoda Fabia S2000         | 2:46:44.5 | 6:40.6     | 10     |
| 6. (7.)   | Toni Gardemeister   | Tapio Suominen    | Škoda Fabia S2000         | 2:47:01.3 | 6:57.4     | 8      |
| 7. (8.)   | Luca Rossetti       | Matteo Chiarcossi | Abarth Grande Punto S2000 | 2:47:28.9 | 7:25.0     | 6      |
| 8. (9.)   | Bernhard ten Brinke | Davy Thierie      | Škoda Fabia S2000         | 2:47:41.2 | 7:37.3     | 4      |
| 9. (10.)  | Robert Barrable     | Damien Connolly   | Škoda Fabia S2000         | 2:47:57.7 | 7:53.8     | 2      |
| 10. (11.) | Julien Maurin       | Olivier Urai      | Ford Fiesta S2000         | 2:49:41.9 | 9:38.0     | 1      |

| Predecesor: Bosphorus Rally 2011 | ERC 2011 | Sucesor: Bulgaria 2011 |
| Predecesor: Prime Yalta 2011     | IRC 2011 | Sucesor: Azores 2011   |